# Distretto di Hang Dong
Hang Dong (in thai อำเภอหางดง) è un distretto (amphoe) situato nella provincia di Chiang Mai, in Thailandia.

## Storia
Nel 1917 il distretto era chiamato Mae Tha Chang (แม่ท่าช้าง). Nel 1938 il distretto passò a king amphoe e fu una subordinazione di Mueang Chiang Mai. Nel 1947 tornò ad essere distretto a tutti gli effetti e fu rinominato Hang Dong.

## Geografia
I distretti confinanti sono il San Pa Tong, Mae Wang, Samoeng, Mae Rim, Mueang Chiang Mai, Saraphi e Mueang Lamphun.

## Amministrazione
Il distretto Hang Dong è diviso in 11 sotto-distretti (tambon), che sono a loro volta divisi in 109 villaggi (muban).
| n° | Nome                    | Villaggi | Abitanti |
| -- | ----------------------- | -------- | -------- |
| 1  | Hang Dong (หางดง)       | 9        | 10.002   |
| 2  | Nong Kaeo (หนองแก๋ว)     | 9        | 5.336    |
| 3  | Han Kaeo (หารแก้ว)       | 9        | 5.805    |
| 4  | Nong Tong (หนองตอง)     | 14       | 8.711    |
| 5  | Khun Khong (ขุนคง)       | 9        | 5.048    |
| 6  | Sop Mae Kha (สบแม่ข่า)    | 5        | 2.432    |
| 7  | Ban Waen (บ้านแหวน)      | 13       | 10.484   |
| 8  | San Phak Wan (สันผักหวาน) | 7        | 13.246   |
| 9  | Nong Khwai (หนองควาย)   | 12       | 10.409   |
| 10 | Ban Pong (บ้านปง)        | 11       | 5.195    |
| 11 | Nam Phrae (น้ำแพร่)       | 11       | 6.642    |

## Galleria d'immagini

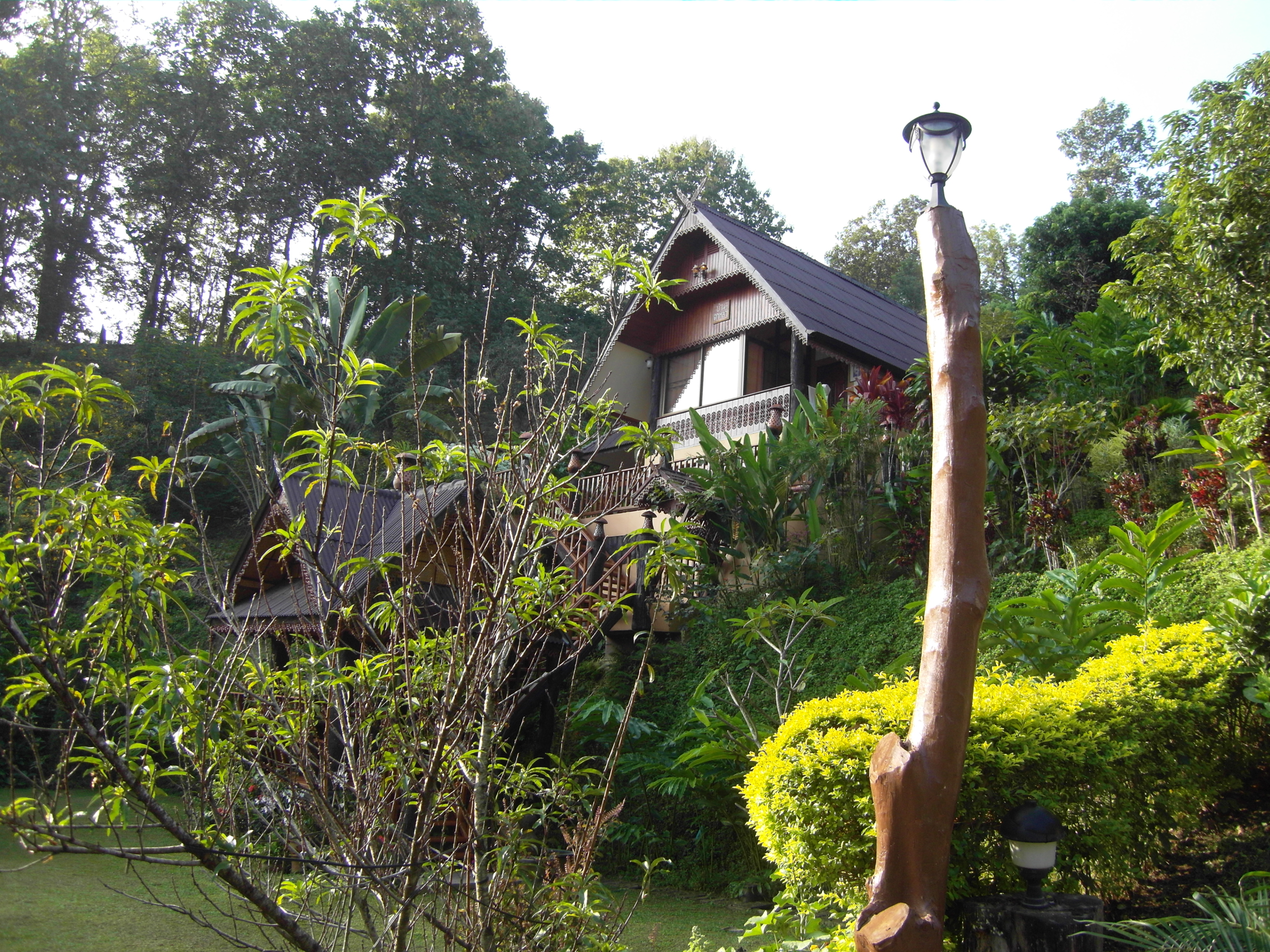
Tambon di Ban Pong
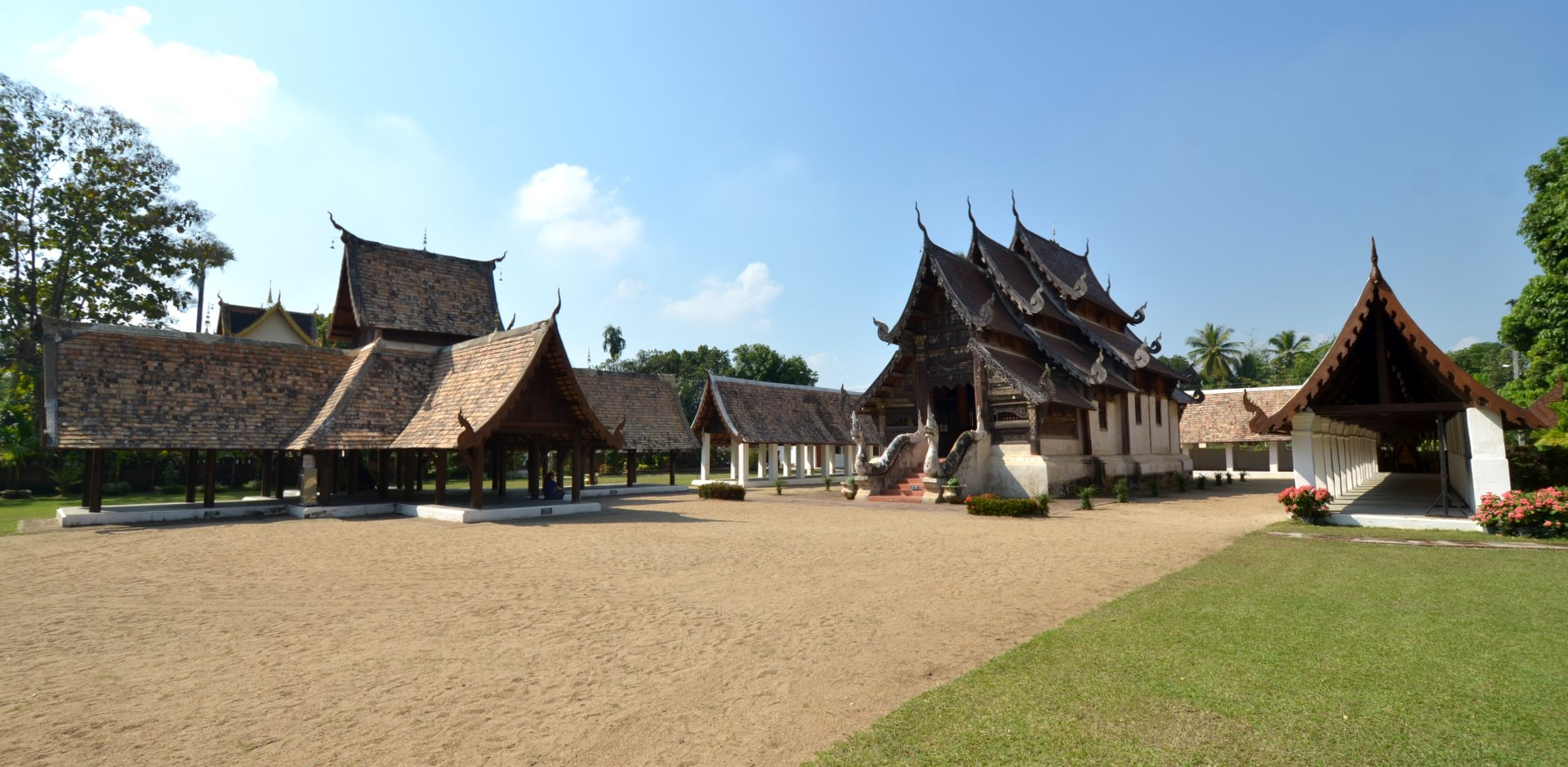
Wat Ton Kwaen, 1858 a.C. circa